# Mikola Biliachivski
Mykola Biliachivski (en ukrainien : Микола Федотович Біляшівський), né en 1867 à Ouman et mort en 1926 à Kaniv, est un archéologue, historien de l'art et ethnographe ukrainien.

## Biographie
Il a fait des fouilles archéologiques dans la région du Boug occidental, de Kiev, en Pologne et qui publiait des articles dans Kievskaya Starina.
Il a travaillé pour le Musée d'art, industriel et scientifique de la ville de Kiev de 1902 à 1923.
Il était membre de la Douma d'État de l'Empire russe.

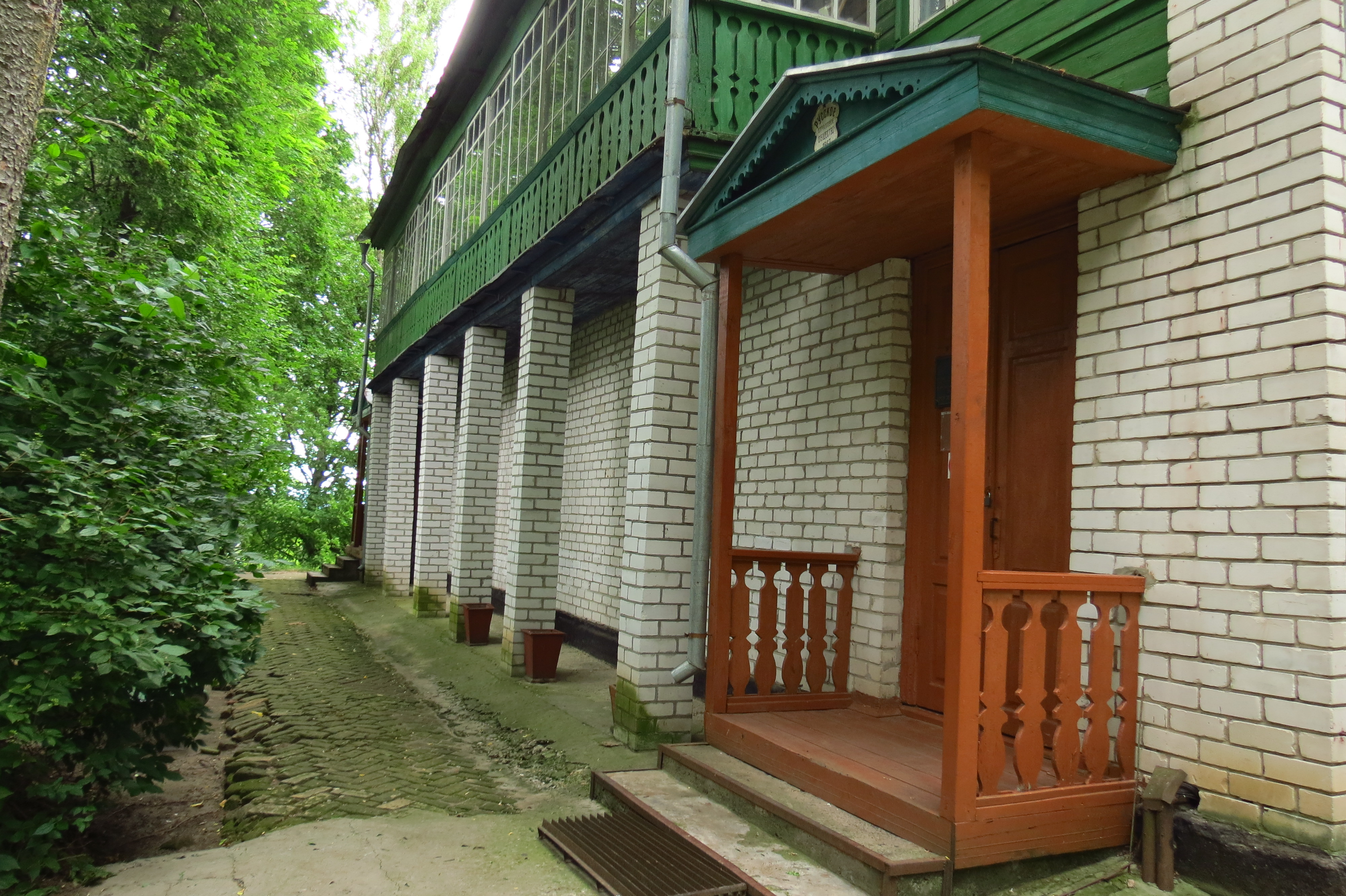
Sa maison,
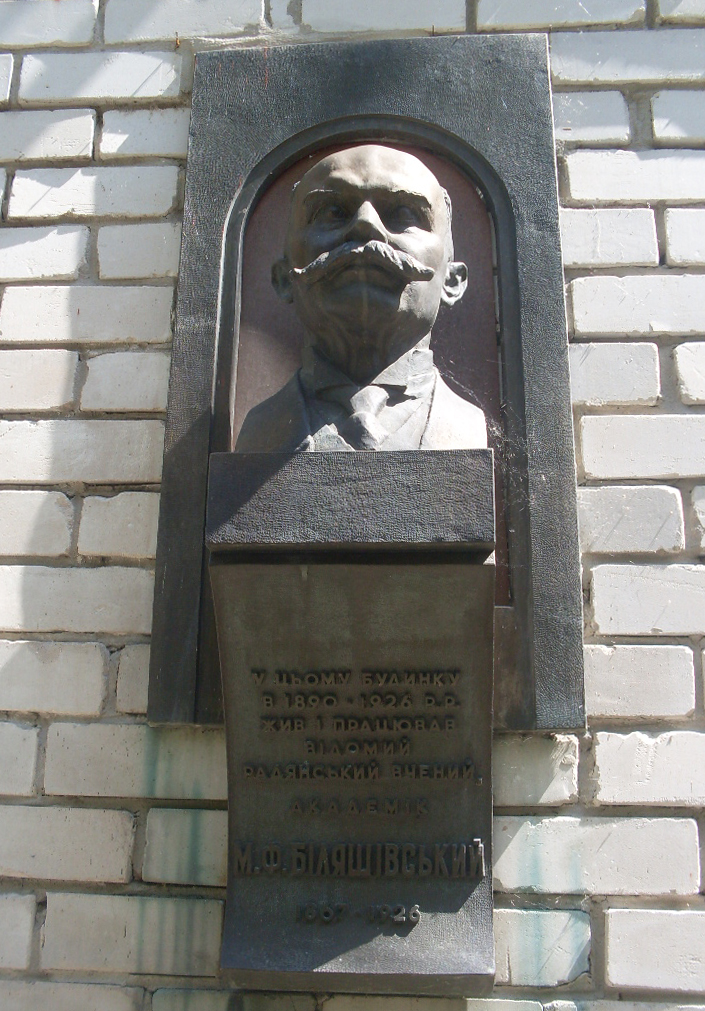
son buste classé
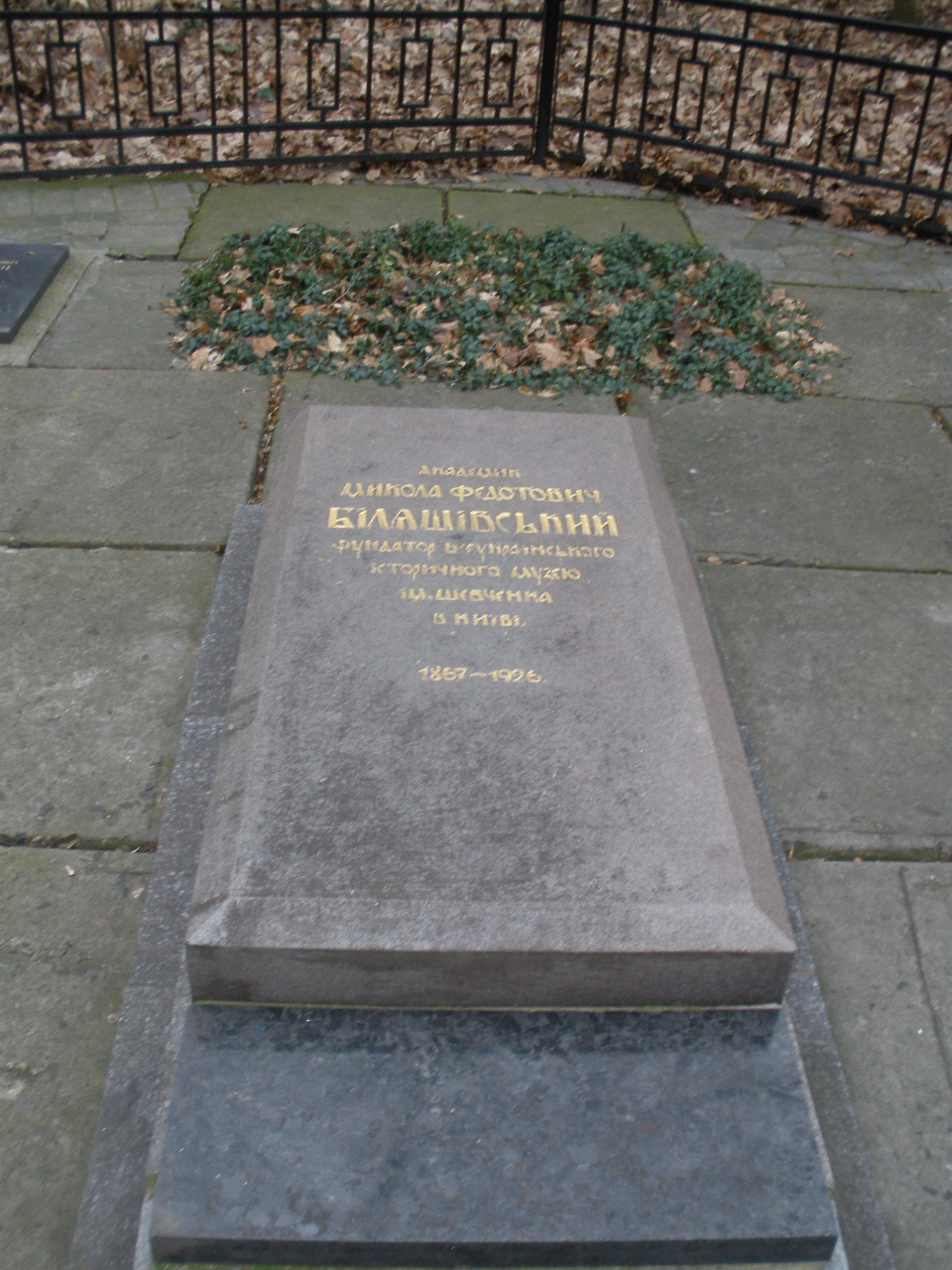
sa sépulture classée[2] dans la réserve naturelle de Kaniv classée[3].